# Chojnice (comune rurale)
Chojnice (ted. Konitz o anche Conitz) è un comune rurale polacco del distretto di Chojnice, nel voivodato della Pomerania.
Ricopre una superficie di 458,34 km² e nel 2004 contava 15 758 abitanti.
Il capoluogo è Chojnice, che non fa parte del territorio ma costituisce un comune a sé.